# TCM Clásico
 (août 2022).
TCM Clásico est une chaîne de télévision espagnole du groupe Turner Broadcasting System.

## Diffusion
- diffusion satellite : Digital+ : chaîne n° 47.
- diffusion câble : Euskaltel : chaîne n° 50, Telecable : chaîne n° 18, ONO : chaîne n° 26.
- diffusion ADSL : Orange TV España : chaîne n° 34, Imagenio : chaîne n° 47.